# Michael Insigno
Michael Insigno (22 de octubre de 1994) es un productor musical y actor de Italia conocido por su trabajo de producción musical en Riverdale (2017), After (2019) y Quicksand (2019). Michael comenzó su carrera musical a una edad temprana y produjo remixes que tuvieron bastante éxito. Además de la música, no muchos de sus fanáticos saben que también es un salvavidas de surf italiano. Es fanático de los superdeportivos italianos, especialmente Lamborghini, ya que muestra con orgullo su aprecio por la marca en su perfil social. Además de su vida laboral, la fama y el éxito no lo han detenido a su pasión por la actividad de Salvavidas, ya que a veces todavía le gusta estar de servicio.

## Carrera musical
Los primeros singles de Michael Insigno fueron remixes de grandes éxitos musicales, lo que finalmente lo llevó a la cima de la lista italiana de iTunes. Michael lanzó su álbum en 2017 "Mixes" y luego en 2019 "Mixes II". Ganó un importante premio nacional de música, el FIMI GfK "Disco D’Oro" en 2019. Michael es uno de los principales contribuyentes a las producciones musicales y comparte sus ideas musicales con sus fanáticos.

## Vida personal
Desde que Michael era joven, ha estado mezclando y produciendo música. Michael finalmente llevó a remezclar pistas famosas y crear su propio estilo musical. Actualmente, Michael está trabajando en nuevos proyectos musicales con muchos productores y artistas conocidos.

## Álbumes
- Mixes (2017)
- Mixes II (2019)

### Individual
- 2016: Love Yourself[12]
- 2018: Home To Mama